# Islam en Guinée-Bissau

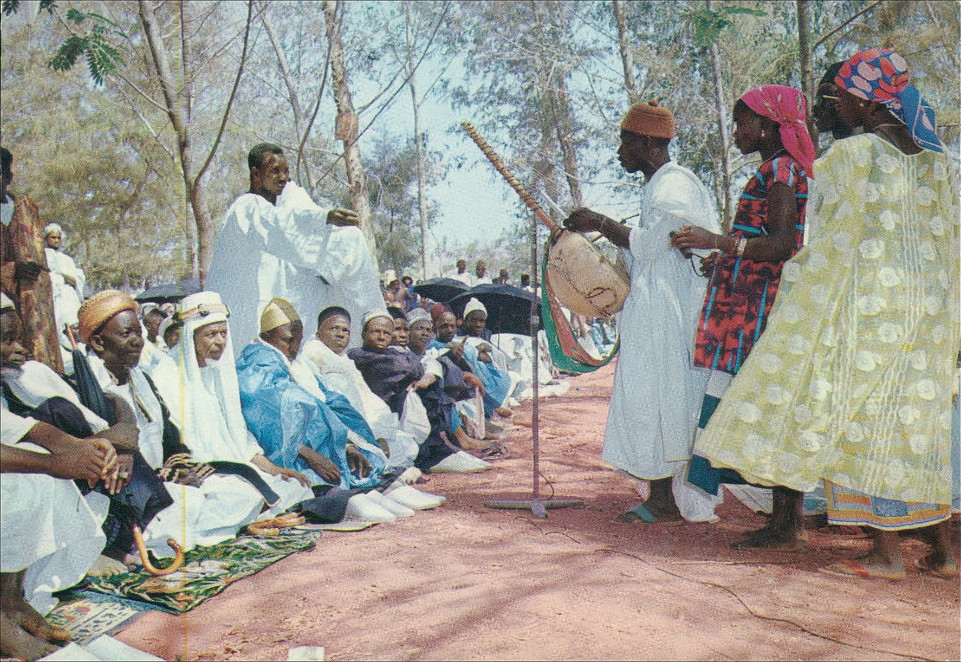
Groupe de musulman représenté sur une carte postale Bissaoguinéen dans les années 60.

Les musulmans constituent le groupe religieux le plus nombreux de Guinée-Bissau, ce qui en fait la religion majoritaire du pays, devant l'animisme et le christianisme. Selon les sources, les musulmans représentent actuellement une proportion d'environ 40 %, 45,1 % ou 50 % de la population du pays,,.
Parmi les musulmans du pays, 40 % sont sunnites, 6 % sont chiites, et 36 % se considèrent simplement comme musulmans.
Traditionnellement, parmi les groupes ethniques de la Guinée-Bissau, l'ethnie des peuls noirs est musulmane, alors que les peuls rouges sont animistes.
La Guinée-Bissau est un pays membre de l'Organisation de la coopération islamique.